# De Havilland Ghost
El de Havilland Ghost (originalmente Halford H-2) fue el segundo turborreactor de la de Havilland Engine Company en entrar en producción. Desarrollado con el propósito de aumentar el tamaño del Goblin, el Ghost motorizó al de Havilland Venom, el de Havilland Comet y el SAAB Tunnan.

## Diseño y desarrollo

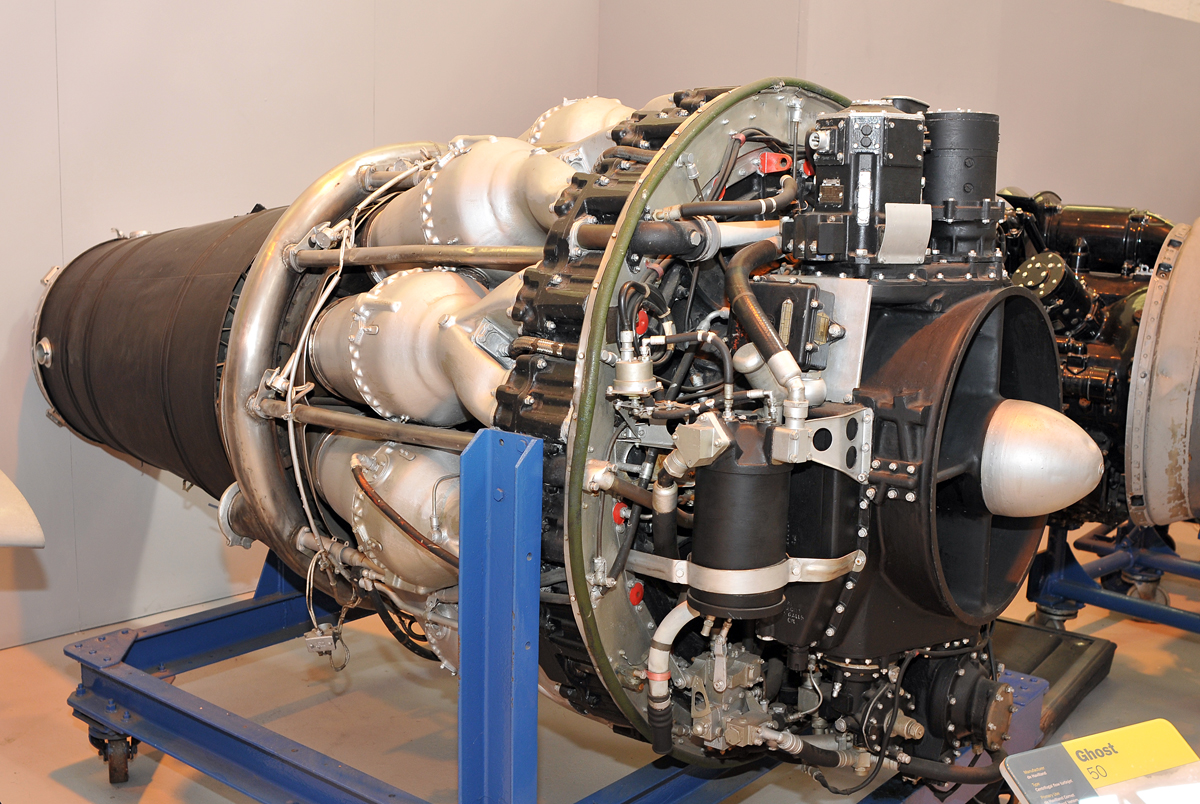
De Havilland Ghost en el Museo RAF Cosford

El Ghost se creó cuando De Havilland comenzó a trabajar en lo que se convertiría en el Comet en 1943. El primer diseño de Frank Halford, el H-1, acababa de entrar en producción y era capaz de cumplir con los requerimientos de potencia del Comet simplemente aumentando en escala las características del H-1. El H-2 resultante también usaba diez grandes cámaras de combustión en lugar de las dieciséis del Goblin, más chicas, usando "tomas divididas" para que cada una pueda ingresar más aire, aparentando tener veinte conductos desde el compresor. Mientras el prototipo era construido, de Havilland compró la empresa de Halford y la reformó como la de Havilland Engine Company (Compañía de Motores de Havilland), renombrando al H-1 y al H-2 como el Goblin y el Ghost respectivamente.
El Ghost estaba siendo probado en 1944, y voló en 1945, mucho antes de que el Comet o el Venom estuvieran listos para volar. Para este momento, el Ghost fue seleccionado para el proyecto de caza sueco "JxR", que luego se convertiría en el Tunnan. Durante el diseño del Tunnan, Suecia recibió de Alemania información sobre diseños de ala en flecha a través de Suiza, y rediseñaron el avión para incorporar esta característica. El Tunnan voló por primera vez con esta forma en 1948. Para las versiones de producción del Tunnan, el Ghost fue construido bajo licencia por Svenska Flygmotor (luego se convirtió en Volvo Aero) como el RM2.
El siguiente Ghost aparecería cuando el Comet finalmente despegara el 27 de julio de 1949. Este prototipo estaba motorizado por el Ghost 50 de 2270 kgf de empuje (5000 libras-fuerza), aunque esta era una medida provisoria, mientras se desarrollaban motores más potentes. La versión "real" del avión sería el Comet 2 con motores Rolls-Royce Avon, pero estos motores no estaban listos para volar. Para compensar el bajo empuje del Ghost, el Comet estaba alivianado usando un recubrimiento de menor espesor. Este recubrimiento más fino contribuiría más tarde con la causa de varios famosos accidentes debido a la fatiga del metal. Varias versiones del Ghost 50 fueron producidas, finalizando con el Ghost 50-Mk.4 montado en el Comet 1XB, que fue construido para probar las nuevas técnicas de construcción de fuselajes para solucionar los problemas del Comet 1.
Durante el desarrollo, la Royal Air Force también solicitó una versión mejorada del de Havilland Vampire con mayor capacidad de carga y por lo tanto un motor más grande. El resultado fue el Venom, que compartía muchas características del Vampire. El Ghost voló por primera vez en el Venom el 2 de septiembre de 1949. En este punto el motor ya había estado funcionando por algún tiempo y se encontraba ya en el modelo Mk.103 de 2200 kgf. El Venom fue usado principalmente como cazabombardero, aunque también se produjo como caza nocturno. El Venom fue luego seleccionado por el Fleet Air Arm para sus necesidades de interceptación, y fue ampliamente usado como el Sea Venom.

## Variantes
- Ghost 45, 2000 kgf (19,7 kN)
- Ghost 48, 2200 kgf (21,6 kN)
- Ghost 50 Mk 1, 2270 kgf (22,2 kN) a 10 000 rpm con un peso de 912 kg(1)
- Ghost 50 Mk 2, 2320 kgf (22,8 kN)
- Ghost 103, 2200 kgf (21,6 kN)
- Ghost 104, 2250 kgf (22,0 kN)
- Ghost 105, 2340 kgf (22,9 kN)

## Aplicaciones
- de Havilland Comet
- de Havilland Venom
- de Havilland Sea Venom
- "Ghost-Lancastrian"
- Saab Tunnan

## Especificaciones (Ghost 50)
- Tipo: turbojet
- Largo: 3073 mm
- Diámetro: 1346 mm
- Peso: 1007 kg
- Compresor: centrífugo de una etapa
- Compresión: 4,6
- Combustión: 10 cámaras
- Turbina: una etapa
- Combustible: Kerosene
- Empuje: 2270 kgf a 10.250 rpm
- Consumo específico: 1.02 kg/hr/kgf